# Calycogonium moanum
Calycogonium moanum är en tvåhjärtbladig växtart som först beskrevs av Attila L. Borhidi och Onaney Muñiz, och fick sitt nu gällande namn av Attila L. Borhidi och Onaney Muñiz. Calycogonium moanum ingår i släktet Calycogonium och familjen Melastomataceae. Inga underarter finns listade i Catalogue of Life.